# Northome (Minnesota)
Northome es una ciudad ubicada en el condado de Koochiching en el estado estadounidense de Minnesota. En el Censo de 2010 tenía una población de 200 habitantes y una densidad poblacional de 40,64 personas por km².

## Geografía
Northome se encuentra ubicada en las coordenadas 47°52′48″N 94°16′45″O / 47.88000, -94.27917. Según la Oficina del Censo de los Estados Unidos, Northome tiene una superficie total de 4.92 km², de la cual 3.91 km² corresponden a tierra firme y (20.47%) 1.01 km² es agua.

## Demografía
Según el censo de 2010, había 200 personas residiendo en Northome. La densidad de población era de 40,64 hab./km². De los 200 habitantes, Northome estaba compuesto por el 97% blancos, el 0% eran afroamericanos, el 1% eran amerindios, el 0% eran asiáticos, el 0% eran isleños del Pacífico, el 0% eran de otras razas y el 2% pertenecían a dos o más razas. Del total de la población el 0% eran hispanos o latinos de cualquier raza.